# Shoot Boxing World Cup 2008

La Shoot Boxing World Tournament 2008 Final ou S-Cup 2008 Final est un événement de  shoot-boxe dont le promoteur est Caesar Takeshi. Elle a eu lieu le 24 novembre 2008 à la Saitama Super Arena (Japon) pour la catégorie des poids super-welters (super mi-moyens, moins de 70 kg/154 lb). La Shoot Boxing World Tournament met en opposition huit hommes en tours éliminatoires directs.

## Tableau de la S-Cup 2008 - Finales
|  |                     |               |               |               |                 |               |   |            |            |            |            |            |               |   |        |        |        |        |        |  |  |
|  | 1/4 de finale       | 1/4 de finale | 1/4 de finale | 1/4 de finale | 1/4 de finale   |               |   | 1/2 finale | 1/2 finale | 1/2 finale | 1/2 finale | 1/2 finale |               |   | Finale | Finale | Finale | Finale | Finale |  |  |
|  |                     |               |               |               |                 |               |   |            |            |            |            |            |               |   |        |        |        |        |        |  |  |
|  |                     |               |               |               |                 |               |   |            |            |            |            |            |               |   |        |        |        |        |        |  |  |
|  | Kenichi Ogata       | .             | KO            | 2             | 2:57            |               |   |            |            |            |            |            |               |   |        |        |        |        |        |  |  |
|  | Kenichi Ogata       | .             | KO            | 2             | 2:57            |               |   |            |            |            |            |            |               |   |        |        |        |        |        |  |  |
|  | Kenji Kanai         | .             | .             | .             | .               |               |   |            |            |            |            |            |               |   |        |        |        |        |        |  |  |
|  | Kenji Kanai         | .             | .             | .             | .               | Kenichi Ogata | . | KO         | 3          | 2:11       |            |            |               |   |        |        |        |        |        |  |  |
|  |                     |               |               |               |                 | Kenichi Ogata | . | KO         | 3          | 2:11       |            |            |               |   |        |        |        |        |        |  |  |
|  |                     |               | Luiz Azeredo  | .             | .               | .             | . |            |            |            |            |            |               |   |        |        |        |        |        |  |  |
|  | Luiz Azeredo        | .             | Luiz Azeredo  | .             | .               | .             | . | SUB        | 3          | 2:07       |            |            |               |   |        |        |        |        |        |  |  |
|  | Luiz Azeredo        | .             |               |               |                 |               |   |            | 3          | 2:07       |            |            |               |   |        |        |        |        |        |  |  |
|  | Denis Schneidmiller | .             | .             | .             | .               |               |   |            |            |            |            |            |               |   |        |        |        |        |        |  |  |
|  | Denis Schneidmiller | .             | .             | .             | .               |               |   |            |            |            |            |            | Kenichi Ogata | . | .      | .      | .      |        |        |  |  |
|  |                     |               |               |               |                 |               |   |            |            |            |            |            | Kenichi Ogata | . | .      | .      | .      |        |        |  |  |
|  |                     | Andy Souwer   | .             | KO            | 2               | 2:11          |   |            |            |            |            |            |               |   |        |        |        |        |        |  |  |
|  | Chris Horodecki     | Andy Souwer   | .             | KO            | 2               | 2:11          | . | .          | .          |            |            |            |               |   |        |        |        |        |        |  |  |
|  | Chris Horodecki     |               |               |               |                 |               | . | .          | .          |            |            |            |               |   |        |        |        |        |        |  |  |
|  | Hiroki Shishido     | .             | DEC           | 3-0           |                 |               |   |            |            |            |            |            |               |   |        |        |        |        |        |  |  |
|  | Hiroki Shishido     | .             | DEC           | 3-0           | Hiroki Shishido | .             | . | .          |            |            |            |            |               |   |        |        |        |        |        |  |  |
|  |                     |               |               |               |                 | .             | . | .          |            |            |            |            |               |   |        |        |        |        |        |  |  |
|  |                     |               | Andy Souwer   | .             | DEC             | 3-0           |   |            |            |            |            |            |               |   |        |        |        |        |        |  |  |
|  | Edvin-Erik Kibus    | .             | Andy Souwer   | .             | DEC             | 3-0           | . | .          | .          |            |            |            |               |   |        |        |        |        |        |  |  |
|  | Edvin-Erik Kibus    | .             |               |               |                 |               | . | .          | .          |            |            |            |               |   |        |        |        |        |        |  |  |
|  | Andy Souwer         | .             | TKO           | 3             | 2:44            |               |   |            |            |            |            |            |               |   |        |        |        |        |        |  |  |
|  | Andy Souwer         | .             | TKO           | 3             | 2:44            |               |   |            |            |            |            |            |               |   |        |        |        |        |        |  |  |

## Plateau de la S-Cup 2008 Final
- - 57 kg (3 Rds X 2 min)

 Tatsuhiro Takashima vs  Atsushi Sakamura
Takashima vainqueur par décision unanime 3-0, (30-28, 30-28, 30-28).
- S-Cup tournament : combat de réserve

 Greg Foley vs  Oh Ju-Suk
Foley vainqueur par décision unanime 3-0, (30-29, 30-29, 30-29).
 Wei Shoulei vs  Taiga Yamaguchi
Shoulei vainqueur par KO (poings) at 2:03 au 2e round.
- Combat féminin

 Miku vs  Rena
Miku vainqueur par décision unanime 3-0, (30-28, 30-28, 30-28).
- - 70 kg (3 Rds X 2 min)

 Gouki Hishida vs  Hideyuki Yokoku
Hishida vainqueur par décision unanime 3-0, (30-28, 30-28, 30-28).
- S-Cup tournament : quarts de finale

 Kenichi Ogata vs  Kenji Kanai
Ogata vainqueur par KO (cross du droit) à 2:57 au 2e round.
 Luiz Azeredo vs  Denis Schneidmiller
Azeredo vainqueur par by soumission (triangle) à 2:07 au 3e round.
 Hiroki Shishido vs  Chris Horodecki
Shishido vainqueur par décision unanime 3-0, (30-29, 30-29, 30-29).
 Andy Souwer vs  Edvin Erik Kibus
Souwer vainqueur par TKO (3 comptés) à 2:44 au 3e round.
- Combat féminin

 Fuka Kakimoto vs  Mai Ichii
Kakimoto vainqueur après un extra round et décision unanime 3-0, (10-9, 10-9, 10-9). 
À la fin du 3e round le score était de (30-29, 29-30, 30-30).
- - 59 kg (3 Rds X 3 min)

 Akifumi Utagawa vs  Ken Shiratori
Utagawa vainqueur par KO à 2:17 du 2e round.
- S-Cup tournament : demi-finales

 Kenichi Ogata vs  Luiz Azeredo
Ogata vainqueur par KO (cross du droit) à 2:11 du 3e round.
 Andy Souwer vs  Hiroki Shishido
Souwer vainqueur par décision unanime 3-0, (30-26, 30-27, 30-27).
- - 60 kg (3 Rds X 3 min)

 Pajunsuk Por.Pramuk vs  Byun Gu Jun
Por.Pramuk vainqueur par décision unanime 3-0, (30-28, 30-28, 30-28).
- - 72 kg (3 Rds X 3 min)

 Takaaki Umeno vs  Koichi Kikuchi
Umeno vainqueur par décision unanime 3-0, (30-29, 30-29, 30-29).
- S-Cup tournament : finale

 Andy Souwer vs Kenichi Ogata
Souwer vainqueur par KO (high-kick jambe gauche) à 2:11 du 2e round.